# Straßenbahn Pau

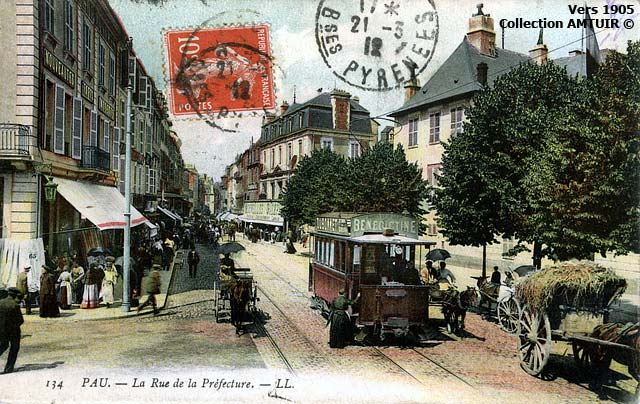
Straßenbahnwagen in der Innenstadt von Pau

Die ehemalige Straßenbahn Pau diente dem innerstädtischen Verkehr der Hauptstadt des französischen Départements Basse-Pyrénées. Die schon seit 1894 in den Straßen von Pau verkehrende private Pferdebahn wurde ab 1. November 1900 durch eine elektrische Straßenbahn ersetzt. Das Unternehmen „Société Béarnaise des Tramways Urbains“ (SBTU), eine Tochter des „Omnium lyonnais de chemins de fer et tramways“, betrieb auf einem 7 Kilometer langen meterspurigen Schienennetz drei Straßenbahnlinien:
- 1. Boulevard Guillermin–La Croix du Prince
- 2. La Halle–Route de Bordeaux
- 3. La Halle–La Gare du Midi

Dafür standen 14 Triebwagen und fünf Beiwagen zur Verfügung. Der Betrieb wurde am 30. April 1931 stillgelegt.